# Scottish Premier League Manager of the Month
Der Scottish Premier League Manager of the Month (deutsch Trainer des Monats) war eine Auszeichnung für den besten Fußballtrainer des Monats in der Scottish Premier League, die von der Saison 2000/01 bis 2012/13 verliehen wurde.

## Saison 2000/01

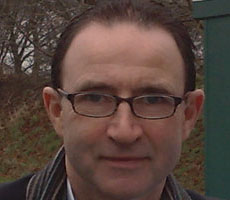
Martin O’Neill

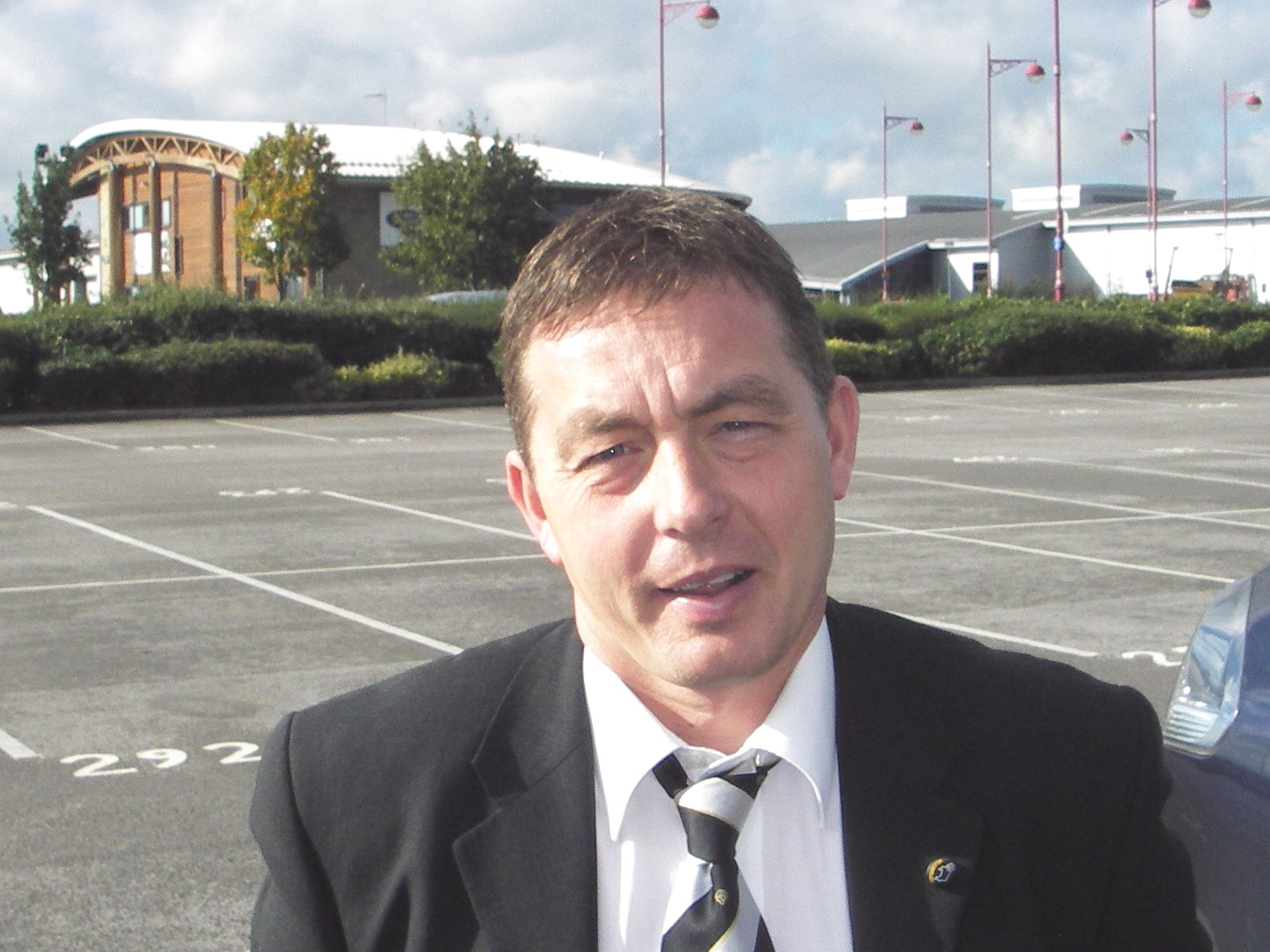
Billy Davies

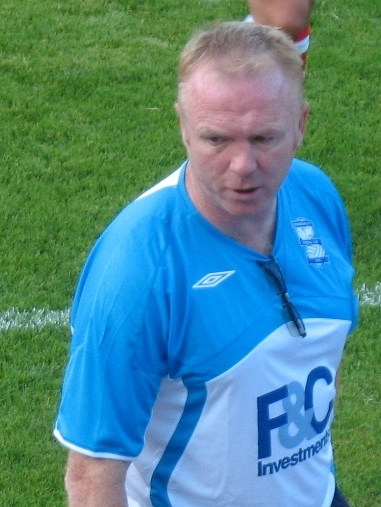
Alex McLeish

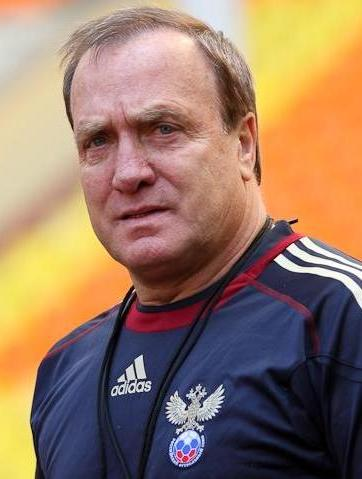
Dick Advocaat

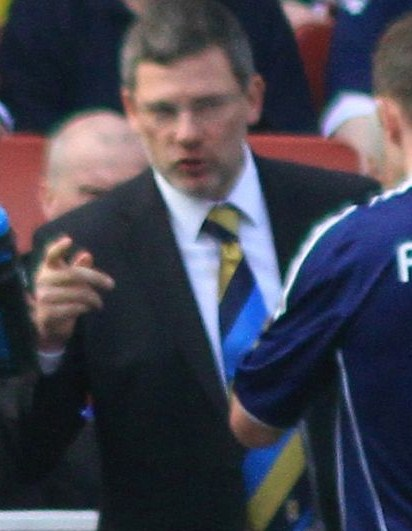
Craig Levein

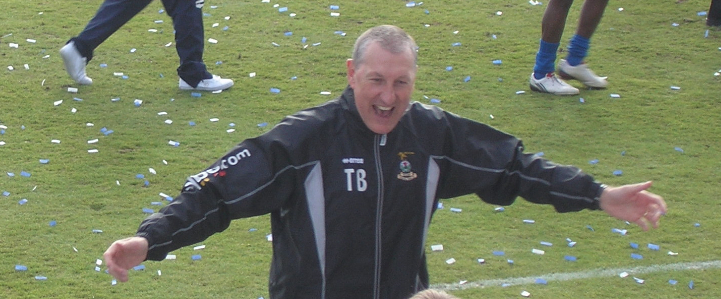
Terry Butcher

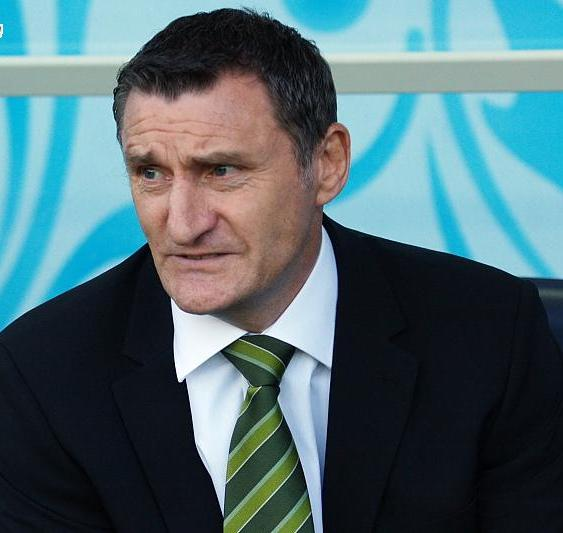
Tony Mowbray

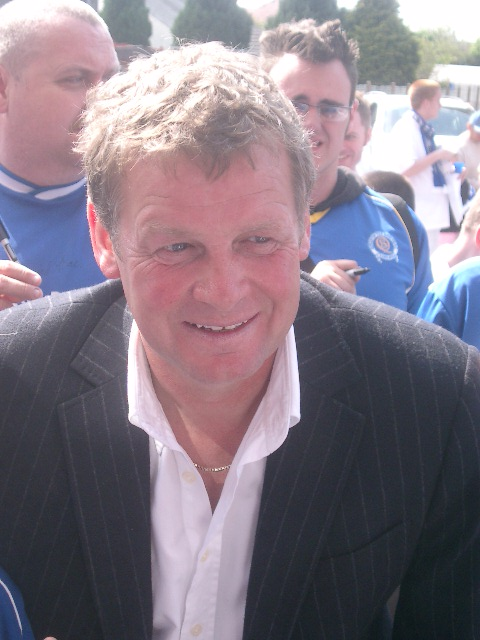
Gordon Chisholm

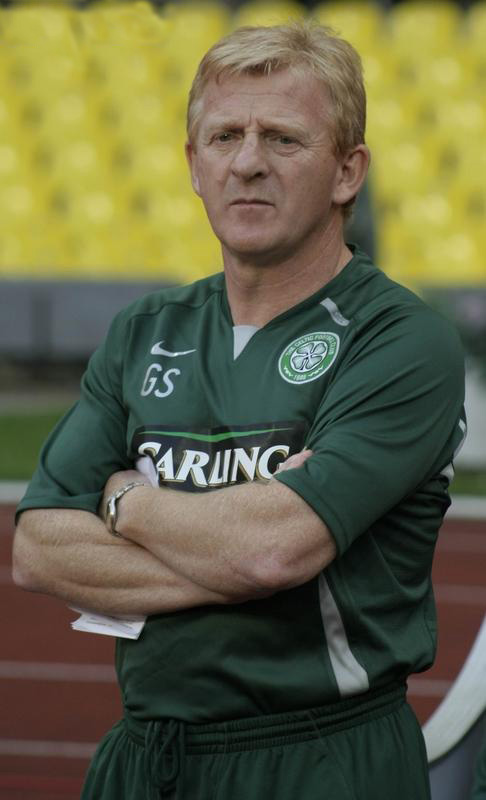
Gordon Strachan

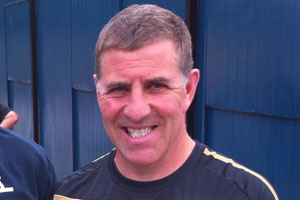
Mark McGhee

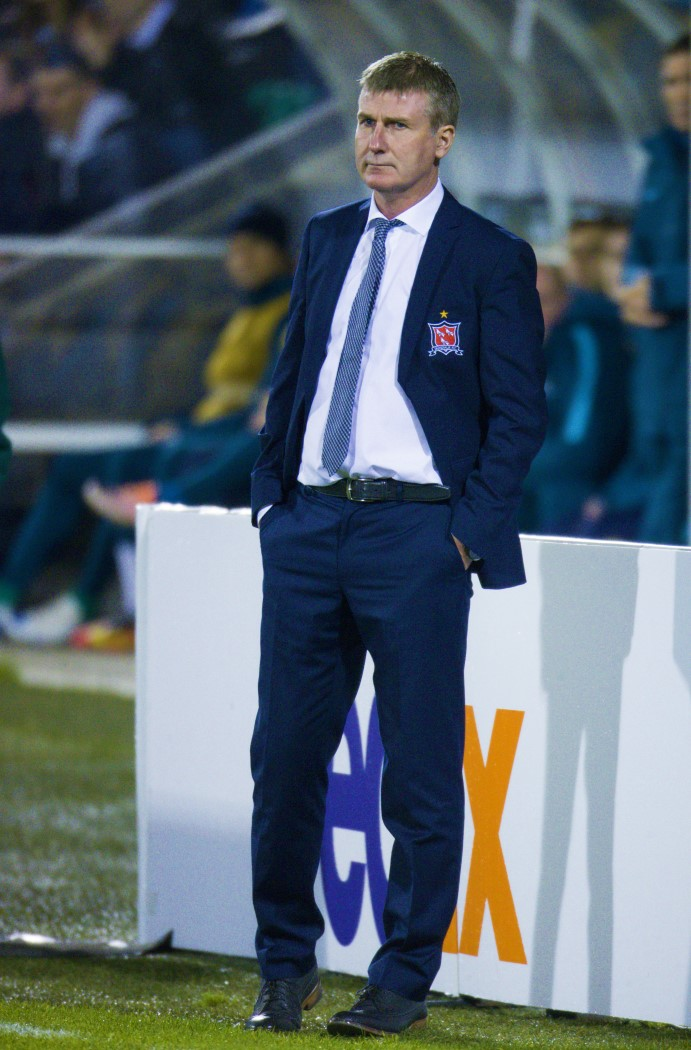
Stephen Kenny

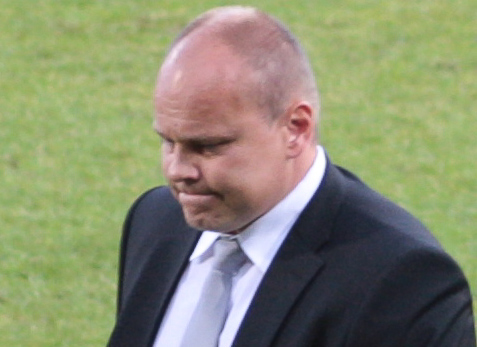
Mixu Paatelainen

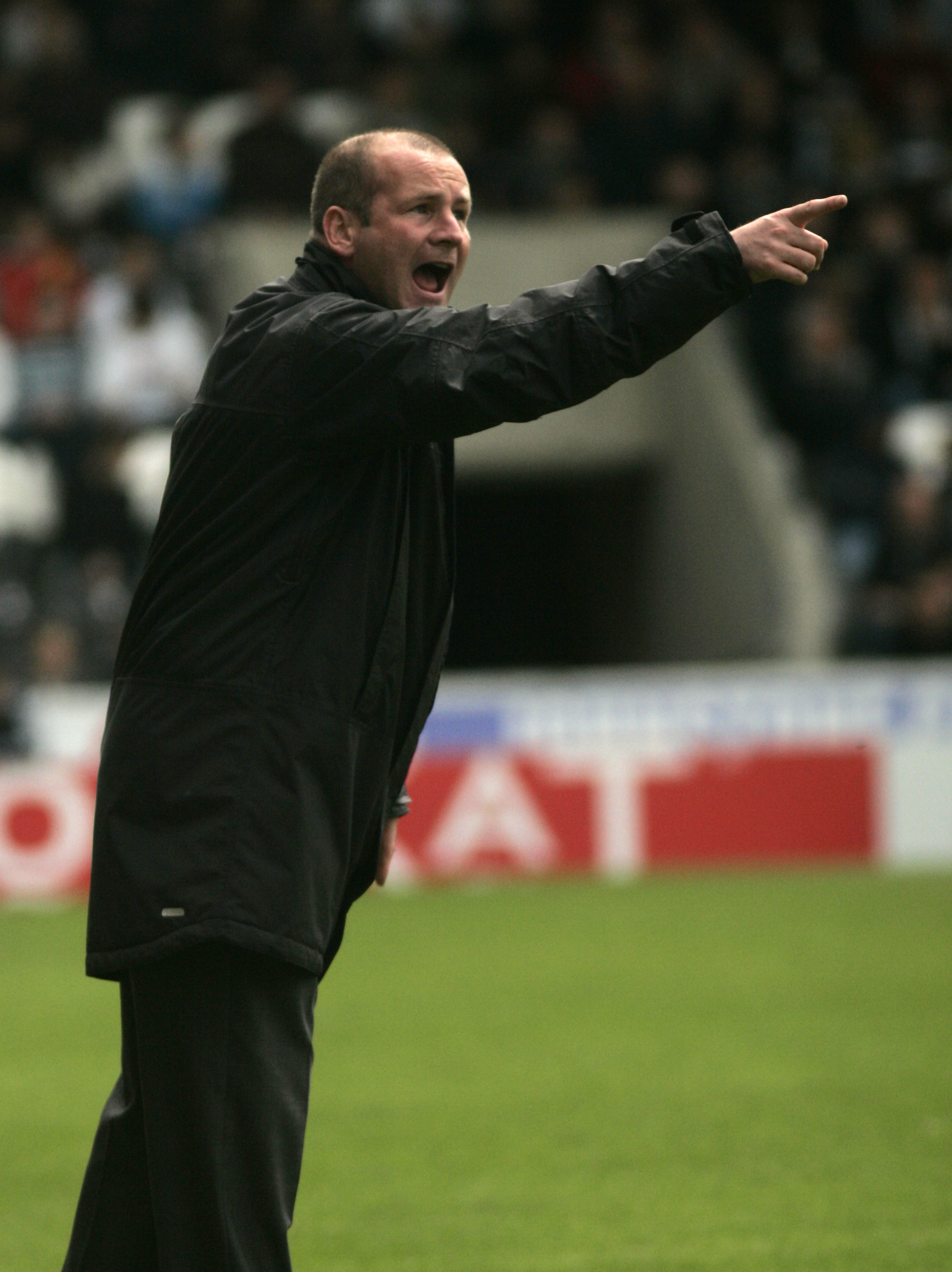
Gus MacPherson

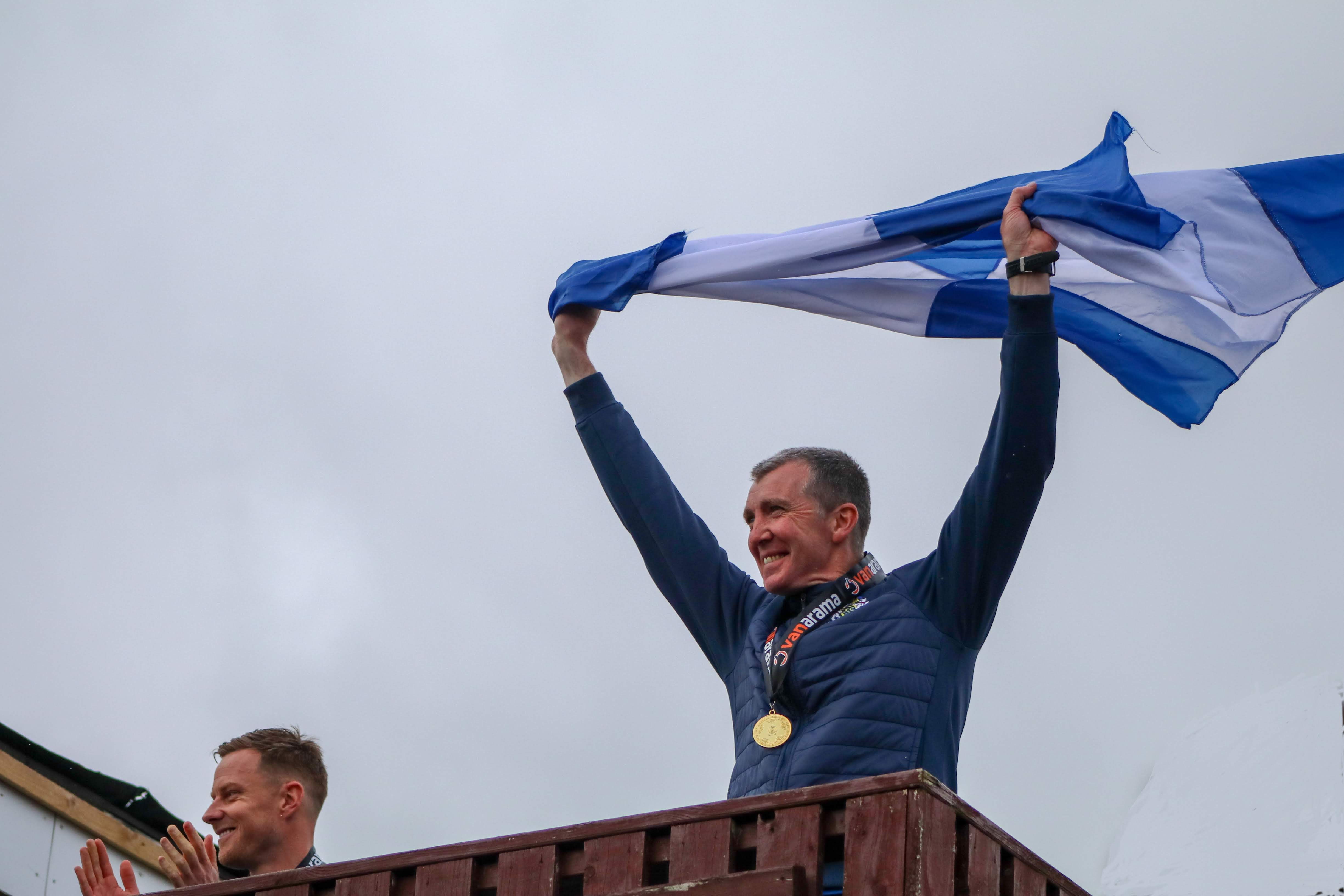
Jim Gannon

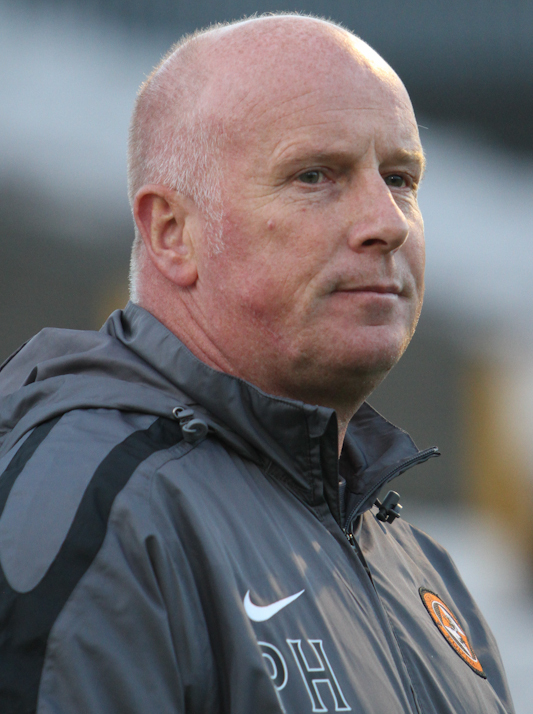
Peter Houston

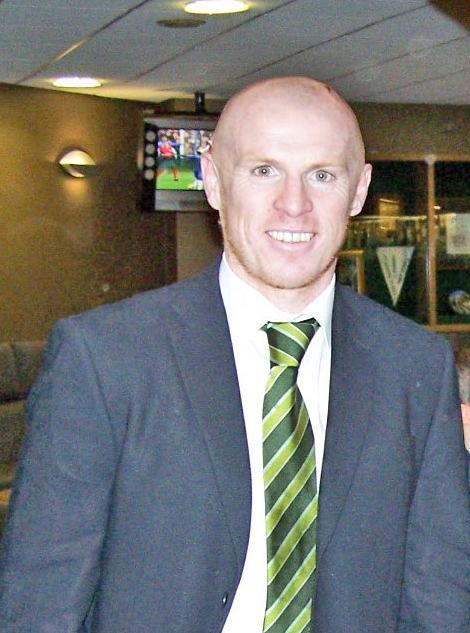
Neil Lennon

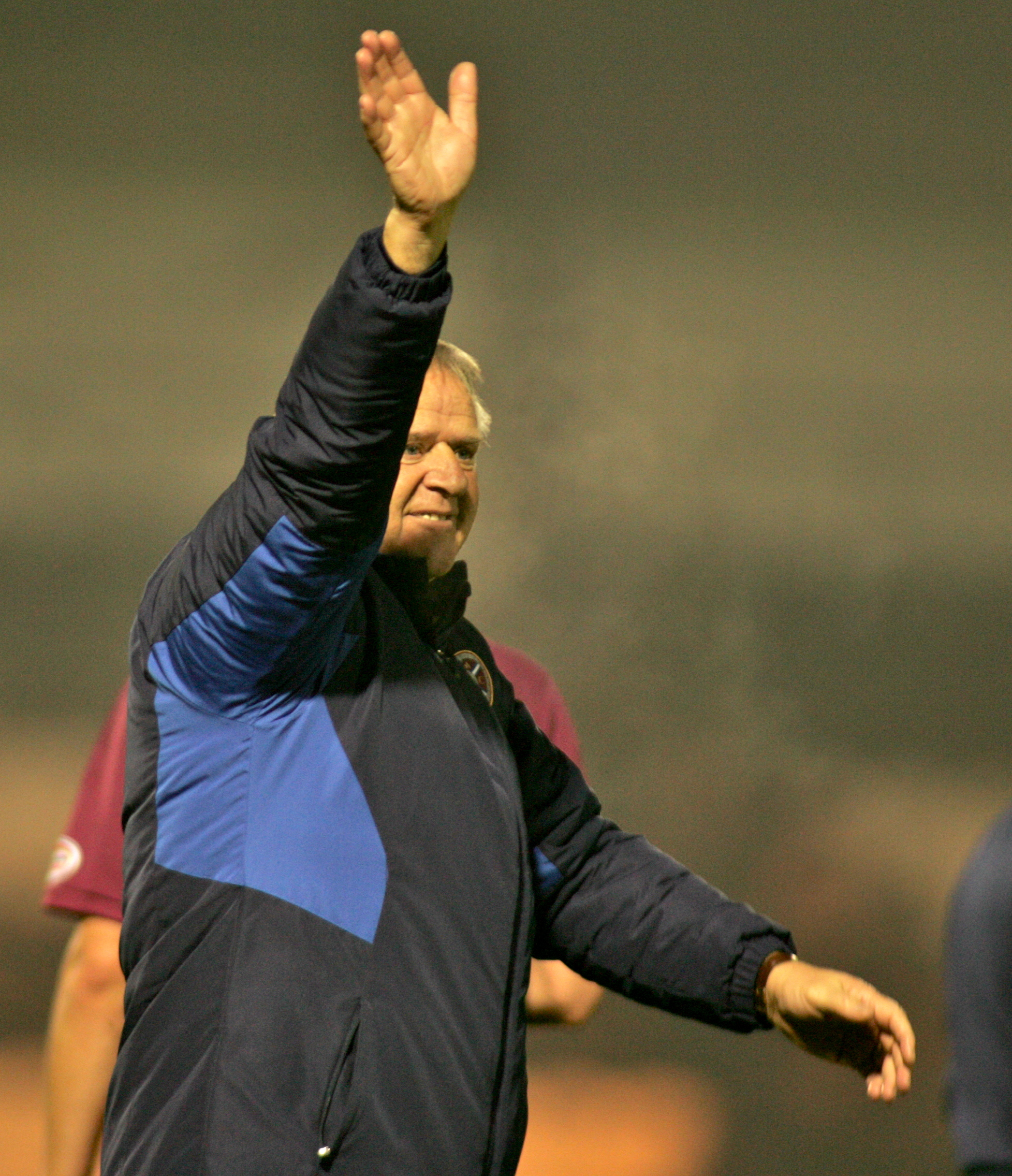
Jim Jefferies

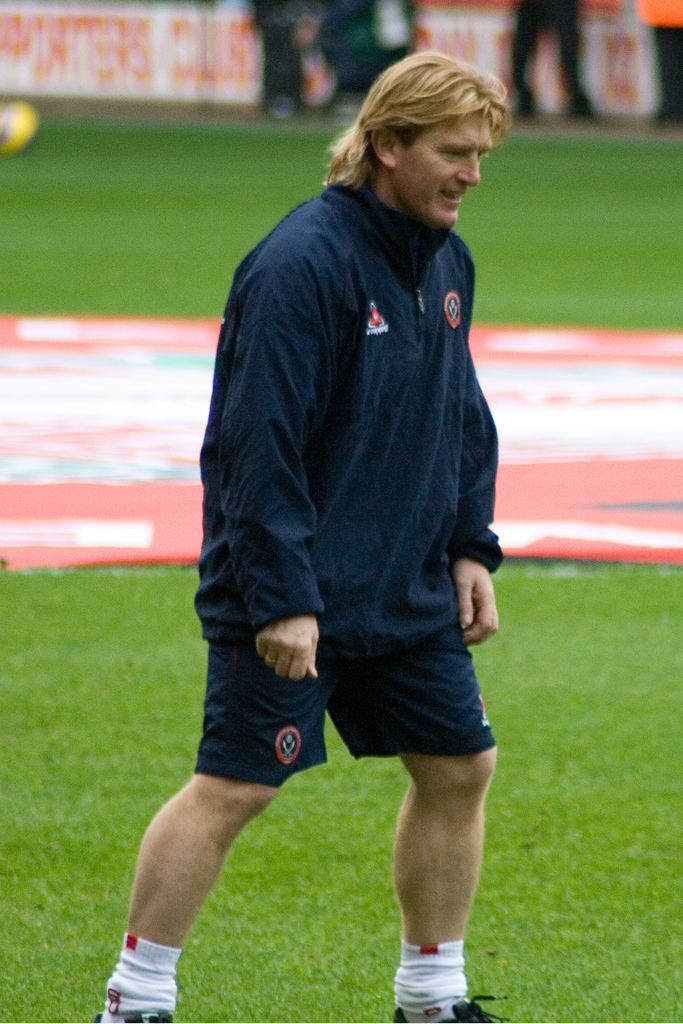
Stuart McCall

| Monat     | Jahr | Manager                     | Nationalität                | Verein                      |
| --------- | ---- | --------------------------- | --------------------------- | --------------------------- |
| August    | 2000 | Martin O’Neill              | Nordirland                  | Celtic Glasgow              |
| September | 2000 | Bobby Williamson            | Schottland                  | FC Kilmarnock               |
| Oktober   | 2000 | Alex McLeish                | Schottland                  | Hibernian Edinburgh         |
| November  | 2000 | Billy Davies                | Schottland                  | FC Motherwell               |
| Dezember  | 2000 | Martin O’Neill              | Nordirland                  | Celtic Glasgow              |
| Januar    | 2001 | Winterpause (keine Vergabe) | Winterpause (keine Vergabe) | Winterpause (keine Vergabe) |
| Februar   | 2001 | Martin O’Neill              | Nordirland                  | Celtic Glasgow              |
| März      | 2001 | Alex Smith                  | Schottland                  | Dundee United               |
| April     | 2001 | Tom Hendrie                 | Schottland                  | FC St. Mirren               |
| Mai       | 2001 | Alex Smith                  | Schottland                  | Dundee United               |

## Saison 2001/02
| Monat     | Jahr | Manager          | Nationalität | Verein               |
| --------- | ---- | ---------------- | ------------ | -------------------- |
| August    | 2001 | Martin O’Neill   | Nordirland   | Celtic Glasgow       |
| September | 2001 | Jim Leishman     | Schottland   | FC Livingston        |
| Oktober   | 2001 | Dick Advocaat    | Niederlande  | Glasgow Rangers      |
| November  | 2001 | Jim Leishman     | Schottland   | FC Livingston        |
| Dezember  | 2001 | Craig Levein     | Schottland   | Heart of Midlothian  |
| Januar    | 2002 | Alex Smith       | Schottland   | Dundee United        |
| Februar   | 2002 | Alex McLeish     | Schottland   | Glasgow Rangers      |
| März      | 2002 | Jimmy Calderwood | Schottland   | Dunfermline Athletic |
| April     | 2002 | Martin O’Neill   | Nordirland   | Celtic Glasgow       |

## Saison 2002/03
| Monat     | Jahr | Manager          | Nationalität | Verein              |
| --------- | ---- | ---------------- | ------------ | ------------------- |
| August    | 2002 | John Lambie      | Schottland   | Partick Thistle     |
| September | 2002 | Alex McLeish     | Schottland   | Glasgow Rangers     |
| Oktober   | 2002 | Bobby Williamson | Schottland   | Hibernian Edinburgh |
| November  | 2002 | Martin O’Neill   | Nordirland   | Celtic Glasgow      |
| Dezember  | 2002 | Jim Jefferies    | Schottland   | FC Kilmarnock       |
| Januar    | 2003 | Jim Duffy        | Schottland   | FC Dundee           |
| Februar   | 2003 | Alex McLeish     | Schottland   | Glasgow Rangers     |
| März      | 2003 | Jim Duffy        | Schottland   | FC Dundee           |
| April     | 2003 | Craig Levein     | Schottland   | Heart of Midlothian |

## Saison 2003/04
| Monat     | Jahr | Manager          | Nationalität | Verein               |
| --------- | ---- | ---------------- | ------------ | -------------------- |
| August    | 2003 | Alex McLeish     | Schottland   | Glasgow Rangers      |
| September | 2003 | Alex McLeish     | Schottland   | Glasgow Rangers      |
| Oktober   | 2003 | Martin O’Neill   | Nordirland   | Celtic Glasgow       |
| November  | 2003 | Martin O’Neill   | Nordirland   | Celtic Glasgow       |
| Dezember  | 2003 | Steve Paterson   | Schottland   | FC Aberdeen          |
| Januar    | 2004 | Jim Duffy        | Schottland   | FC Dundee            |
| Februar   | 2004 | Terry Butcher    | England      | FC Motherwell        |
| März      | 2004 | Ian McCall       | Schottland   | Dundee United        |
| April     | 2004 | Jimmy Calderwood | Schottland   | Dunfermline Athletic |

## Saison 2004/05
| Monat     | Jahr | Manager          | Nationalität | Verein                       |
| --------- | ---- | ---------------- | ------------ | ---------------------------- |
| August    | 2004 | Jimmy Calderwood | Schottland   | FC Aberdeen                  |
| September | 2004 | Terry Butcher    | England      | FC Motherwell                |
| Oktober   | 2004 | John Robertson   | Schottland   | Inverness Caledonian Thistle |
| November  | 2004 | Alex McLeish     | Schottland   | Glasgow Rangers              |
| Dezember  | 2004 | Tony Mowbray     | England      | Hibernian Edinburgh          |
| Januar    | 2005 | Martin O’Neill   | Nordirland   | Celtic Glasgow               |
| Februar   | 2005 | Alex McLeish     | Schottland   | Glasgow Rangers              |
| März      | 2005 | Craig Brewster   | Schottland   | Inverness Caledonian Thistle |
| April     | 2005 | Gordon Chisholm  | Schottland   | Dundee United                |

## Saison 2005/06
| Monat     | Jahr | Manager          | Nationalität | Verein                       |
| --------- | ---- | ---------------- | ------------ | ---------------------------- |
| August    | 2005 | George Burley    | Schottland   | Heart of Midlothian          |
| September | 2005 | George Burley    | Schottland   | Heart of Midlothian          |
| Oktober   | 2005 | Gordon Strachan  | Schottland   | Celtic Glasgow               |
| November  | 2005 | Tony Mowbray     | England      | Hibernian Edinburgh          |
| Dezember  | 2005 | Craig Brewster   | Schottland   | Inverness Caledonian Thistle |
| Januar    | 2006 | Alex McLeish     | Schottland   | Glasgow Rangers              |
| Februar   | 2006 | Jimmy Calderwood | Schottland   | FC Aberdeen                  |
| März      | 2006 | Terry Butcher    | England      | FC Motherwell                |
| April     | 2006 | Jimmy Calderwood | Schottland   | FC Aberdeen                  |

## Saison 2006/07
| Monat     | Jahr | Manager          | Nationalität | Verein                       |
| --------- | ---- | ---------------- | ------------ | ---------------------------- |
| August    | 2006 | Jim Jefferies    | Schottland   | FC Kilmarnock                |
| September | 2006 | Gordon Strachan  | Schottland   | Celtic Glasgow               |
| Oktober   | 2006 | Charlie Christie | Schottland   | Inverness Caledonian Thistle |
| November  | 2006 | Craig Levein     | Schottland   | Dundee United                |
| Dezember  | 2006 | John Hughes      | Schottland   | FC Falkirk                   |
| Januar    | 2007 | Gordon Strachan  | Schottland   | Celtic Glasgow               |
| Februar   | 2007 | Maurice Malpas   | Schottland   | FC Motherwell                |
| März      | 2007 | Craig Levein     | Schottland   | Dundee United                |
| April     | 2007 | Stephen Kenny    | Irland       | Dunfermline Athletic         |

## Saison 2007/08
| Monat     | Jahr | Manager          | Nationalität | Verein                       |
| --------- | ---- | ---------------- | ------------ | ---------------------------- |
| August    | 2007 | Walter Smith     | Schottland   | Glasgow Rangers              |
| September | 2007 | John Collins     | Schottland   | Hibernian Edinburgh          |
| Oktober   | 2007 | Craig Levein     | Schottland   | Dundee United                |
| November  | 2007 | Mark McGhee      | Schottland   | FC Motherwell                |
| Dezember  | 2007 | Craig Brewster   | Schottland   | Inverness Caledonian Thistle |
| Januar    | 2008 | Walter Smith     | Schottland   | Glasgow Rangers              |
| Februar   | 2008 | Mixu Paatelainen | Finnland     | Hibernian Edinburgh          |
| März      | 2008 | Walter Smith     | Schottland   | Glasgow Rangers              |
| April     | 2008 | Gordon Strachan  | Schottland   | Celtic Glasgow               |

## Saison 2008/09
| Monat     | Jahr | Manager          | Nationalität | Verein              |
| --------- | ---- | ---------------- | ------------ | ------------------- |
| August    | 2008 | Jim Jefferies    | Schottland   | FC Kilmarnock       |
| September | 2008 | Gordon Strachan  | Schottland   | Celtic Glasgow      |
| Oktober   | 2008 | Gus MacPherson   | Schottland   | FC St. Mirren       |
| November  | 2008 | Gordon Strachan  | Schottland   | Celtic Glasgow      |
| Dezember  | 2008 | Gus MacPherson   | Schottland   | FC St. Mirren       |
| Januar    | 2009 | Billy Reid       | Schottland   | Hamilton Academical |
| Februar   | 2009 | Mark McGhee      | Schottland   | FC Motherwell       |
| März      | 2009 | Mixu Paatelainen | Finnland     | Hibernian Edinburgh |
| April     | 2009 | Walter Smith     | Schottland   | Glasgow Rangers     |

## Saison 2009/10
| Monat     | Jahr | Manager       | Nationalität | Verein              |
| --------- | ---- | ------------- | ------------ | ------------------- |
| August    | 2009 | Tony Mowbray  | England      | Celtic Glasgow      |
| September | 2009 | John Hughes   | Schottland   | Hibernian Edinburgh |
| Oktober   | 2009 | Jim Gannon    | Irland       | FC Motherwell       |
| November  | 2009 | Craig Levein  | Schottland   | Dundee United       |
| Dezember  | 2009 | Walter Smith  | Schottland   | Glasgow Rangers     |
| Januar    | 2010 | Craig Brown   | Schottland   | FC Motherwell       |
| Februar   | 2010 | Craig Brown   | Schottland   | FC Motherwell       |
| März      | 2010 | Peter Houston | Schottland   | Dundee United       |
| April     | 2010 | Billy Reid    | Schottland   | Hamilton Academical |

## Saison 2010/11
| Monat     | Jahr | Manager          | Nationalität | Verein                       |
| --------- | ---- | ---------------- | ------------ | ---------------------------- |
| August    | 2010 | Walter Smith     | Schottland   | Glasgow Rangers              |
| September | 2010 | Neil Lennon      | Nordirland   | Celtic Glasgow               |
| Oktober   | 2010 | Terry Butcher    | England      | Inverness Caledonian Thistle |
| November  | 2010 | Jim Jefferies    | Schottland   | Heart of Midlothian          |
| Dezember  | 2010 | Mixu Paatelainen | Finnland     | FC Kilmarnock                |
| Januar    | 2011 | Neil Lennon      | Nordirland   | Celtic Glasgow               |
| Februar   | 2011 | Colin Calderwood | Schottland   | Hibernian Edinburgh          |
| März      | 2011 | Peter Houston    | Schottland   | Dundee United                |
| April     | 2011 | Neil Lennon      | Nordirland   | Celtic Glasgow               |

## Saison 2011/12
| Monat     | Jahr | Manager       | Nationalität | Verein          |
| --------- | ---- | ------------- | ------------ | --------------- |
| August    | 2011 | Stuart McCall | Schottland   | FC Motherwell   |
| September | 2011 | Ally McCoist  | Schottland   | Glasgow Rangers |
| Oktober   | 2011 | Stuart McCall | Schottland   | FC Motherwell   |
| November  | 2011 | Neil Lennon   | Nordirland   | Celtic Glasgow  |
| Dezember  | 2011 | Neil Lennon   | Nordirland   | Celtic Glasgow  |
| Januar    | 2012 | Craig Brown   | Schottland   | FC Aberdeen     |
| Februar   | 2012 | Neil Lennon   | Nordirland   | Celtic Glasgow  |
| März      | 2012 | Peter Houston | Schottland   | Dundee United   |
| April     | 2012 | Neil Lennon   | Nordirland   | Celtic Glasgow  |

## Saison 2012/13
| Monat     | Jahr | Manager       | Nationalität | Verein                       |
| --------- | ---- | ------------- | ------------ | ---------------------------- |
| August    | 2012 | Derek Adams   | Schottland   | Ross County                  |
| September | 2012 | Steve Lomas   | Nordirland   | FC St. Johnstone             |
| Oktober   | 2012 | Craig Brown   | Schottland   | FC Aberdeen                  |
| November  | 2012 | Terry Butcher | England      | Inverness Caledonian Thistle |
| Dezember  | 2012 | Neil Lennon   | Nordirland   | Celtic Glasgow               |
| Januar    | 2013 | Derek Adams   | Schottland   | Ross County                  |
| Februar   | 2013 | Derek Adams   | Schottland   | Ross County                  |
| März      | 2013 | Stuart McCall | Schottland   | FC Motherwell                |
| April     | 2013 | John Brown    | Schottland   | FC Dundee                    |

## Ranglisten

### Titelgewinne nach Trainer
- Rang: Nennt die Platzierung des Trainers, welche sich nach Anzahl seiner errungenen Auszeichnungen richtet. Bei gleicher Anzahl wird alphabetisch nach dem Familiennamen sortiert.
- Trainer: Nennt den Namen des Trainers.
- Anzahl: Nennt die Anzahl der errungenen Titel.
- Auszeichnungen: Nennt die Spielzeit, in denen die Trainer ausgezeichnet wurden.

| Rang | Trainer          | Anzahl |
| ---- | ---------------- | ------ |
| 1.   | Alex McLeish     | 9      |
|      | Martin O’Neill   | 9      |
| 3.   | Neil Lennon      | 8      |
| 4.   | Craig Levein     | 6      |
|      | Walter Smith     | 6      |
|      | Gordon Strachan  | 6      |
| 7.   | Terry Butcher    | 5      |
|      | Jimmy Calderwood | 5      |
| 9.   | Craig Brown      | 4      |
|      | Jim Jefferies    | 4      |
| 11.  | Derek Adams      | 3      |
|      | Craig Brewster   | 3      |
|      | Jim Duffy        | 3      |
|      | Peter Houston    | 3      |
|      | Stuart McCall    | 3      |
|      | Tony Mowbray     | 3      |
|      | Mixu Paatelainen | 3      |
|      | Alex Smith       | 3      |
| 19.  | George Burley    | 2      |
|      | Jim Leishman     | 2      |
|      | Bobby Williamson | 2      |
|      | John Hughes      | 2      |
|      | Mark McGhee      | 2      |
|      | Billy Reid       | 2      |
| 25.  | Dick Advocaat    | 1      |
|      | John Brown       | 1      |
|      | Colin Calderwood | 1      |
|      | Gordon Chisholm  | 1      |
|      | Charlie Christie | 1      |
|      | John Collins     | 1      |
|      | Billy Davies     | 1      |
|      | Jim Gannon       | 1      |
|      | Tom Hendrie      | 1      |
|      | Stephen Kenny    | 1      |
|      | John Lambie      | 1      |
|      | Steve Lomas      | 1      |
|      | Maurice Malpas   | 1      |
|      | Ian McCall       | 1      |
|      | Ally McCoist     | 1      |
|      | John Robertson   | 1      |
|      | Steve Paterson   | 1      |

### Titelgewinne nach Verein
- Rang: Nennt die Platzierung des Vereins, die sich nach Anzahl der Titelträger richtet. Bei gleicher Anzahl wird alphabetisch nach dem Vereinsnamen sortiert.
- Verein: Nennt den Namen des Vereins.
- Anzahl: Nennt die Anzahl der Auszeichnungen.

| Rang | Verein                       | Anzahl |
| ---- | ---------------------------- | ------ |
| 1.   | Celtic Glasgow               | 24     |
| 2.   | Glasgow Rangers              | 16     |
| 3.   | Dundee United                | 12     |
|      | FC Motherwell                | 12     |
| 5.   | Hibernian Edinburgh          | 09     |
| 6.   | Inverness Caledonian Thistle | 07     |
| 7.   | FC Aberdeen                  | 06     |
| 8.   | Heart of Midlothian          | 05     |
|      | FC Kilmarnock                | 05     |
| 10.  | FC Dundee                    | 04     |
| 11.  | FC St. Mirren                | 03     |
|      | Ross County                  | 03     |
| 13.  | Dunfermline Athletic         | 02     |
|      | Hamilton Academical          | 02     |
|      | FC Livingston                | 02     |
| 16.  | FC Falkirk                   | 01     |
|      | Partick Thistle              | 01     |
|      | FC St. Johnstone             | 01     |

### Titelgewinne nach Nationalität
- Rang: Nennt die Platzierung der Nation, die sich nach Anzahl der Titelträger richtet.
- Nation: Nennt die Nation.
- Anzahl: Nennt die Anzahl der Auszeichnungen.

| Rang | Nation      | Anzahl |
| ---- | ----------- | ------ |
| 1.   | Schottland  | 83     |
| 2.   | Nordirland  | 18     |
| 3.   | England     | 08     |
| 4.   | Finnland    | 03     |
| 5.   | Irland      | 02     |
| 6.   | Niederlande | 01     |